# Fosco Alma
Fosco Alma vlastním jménem Miroslav Štolfa (* 26. září 1989, Chlumec nad Cidlinou) je český rapper, hudební skladatel, hudební producent, a programátor. Je spoluzakladatelem nahrávacích společností PVP Label a Blakkwood Records[zdroj?]. Mimo to je bývalým členem skupin Philosofic a MAAT.

## Diskografie

### Sólová alba
- 2005: Zpověď & Fikce (demo)
- 2008: Foscoismus[2]
- 2015: Foscoismus 2
- 2019: Kodex
- 2020: Foscoismus 3

### Společná alba
- 2003: Wšeobecná Kontrola (s Weřejná Nebezpečnost)
- 2004: Propojený mysli (s Weřejná Nebezpečnost)
- 2005: Anti-politix (s Philosofic)
- 2006: Na dně najdeš pravdu (s Philosofic)
- 2006: Recyklace (demo s MAAT)
- 2007: Kandidáti existence (s MAAT)[3]
- 2007: Part 3 (s MAAT)
- 2010: All-in (s MAAT)[4]
- 2011: Euroflow (s MAAT)[5]
- 2013: 37EP (EP s MAAT)[6]
- 2013: Ze tmy (s MAAT)[7][8]
- 2016: Blakkout (s Blakkwood)

## Filmografie
- 2012: Konec lepších dní (krátkometrážní film a videoklip)[9]